# Philodendron tenuipes
Philodendron tenuipes är en kallaväxtart som beskrevs av Adolf Engler. Philodendron tenuipes ingår i släktet Philodendron och familjen kallaväxter.
Artens utbredningsområde är Ecuador. Inga underarter finns listade.